# Steinkreis von Currabeha South
Der Steinkreis von Currabeha South liegt westlich von Bandon und nördlich der Straße R585 im Townland Currabeha (irisch An Chorrbheitheach) im County Cork in Irland.

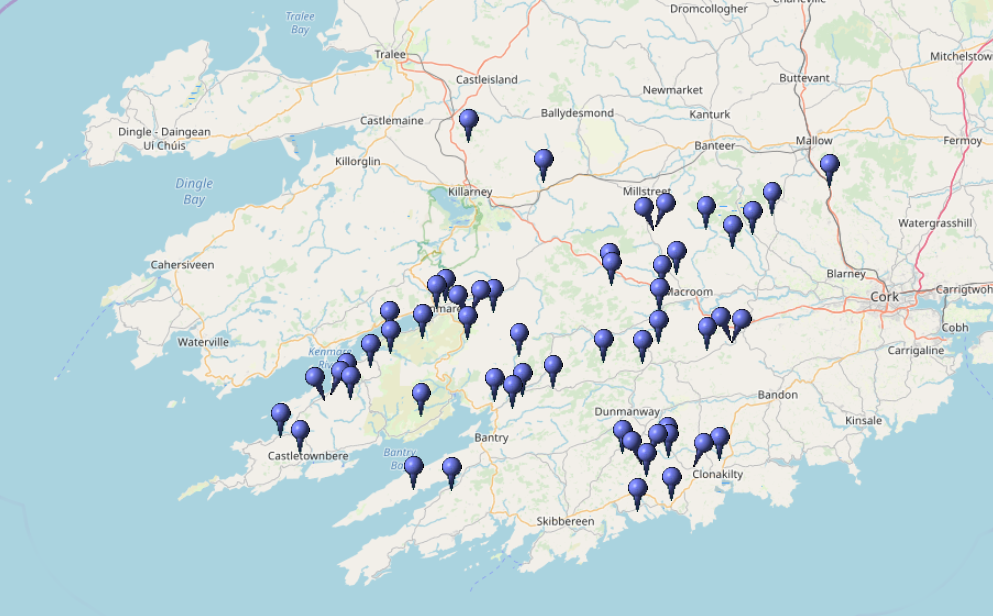
Axiale Steinkreise (ASC)

Er gehört zu den für das County typischen Steinkreisen der Cork-Kerry-Serie. Erhalten sind 13 von vermutlich 17 Steinen des Kreises, darunter der „liegende Stein“, die beiden großen Eingangssteine und ein zentraler Menhir. Kennzeichnend für den Typ ist, dass der so genannte „axiale oder liegende Stein“ direkt gegenüber den beiden höchsten Steinen steht, die einen Zugang markieren. Typisch ist auch, dass sich die Höhe der Steine im Kreis in Richtung auf den axialen Stein reduziert. Er liegt im südwestlichen Sektor des Kreises. Einer der Steine trägt Wetzrillen.
Vom Nordkreis (ohne zentralen Stein) sind weniger Steine erhalten.